# Gato negro, gato blanco
Gato negro, gato blanco (en serbio: Црна мачка, бели мачор, Crna mačka, beli mačor, literalmente "Gata negra, gato blanco") es una comedia romántica serbia dirigida por Emir Kusturica en 1998. Ganó el León de Plata a la mejor dirección en la Mostra de Venecia.

## Argumento
Matko es un especulador y contrabandista gitano que se gana la vida haciendo negocios a orillas del Danubio, donde vive junto a su hijo adolescente Zare. Su último plan es hacerse con un tren entero lleno de gasolina para después venderla. Pero para preparar el atraco necesita dinero, y decide pedírselo a Grga Pitic, un anciano parapléjico que fue un viejo amigo de su padre y que ha amasado una fortuna gracias a la falsificación de bebidas alcohólicas. Para conseguir su propósito Matko le miente y asegura que su padre murió un año atrás y que necesita que le preste el dinero para invertirlo en el plan del tren y así poder subsistir, tras lo que el anciano decide prestarle el dinero conmovido por la falsa muerte de su amigo. El padre de Matko, lejos de estar muerto, regresa a casa de este acompañado por Zare, quien lo ha recogido del hospital en el que estaba ingresado.
Matko traza su plan con su compinche Dadan, el delincuente más rico de la zona, cuya actividad favorita es esnifar cocaína rodeado de las chicas de su harén. Sin embargo, el día señalado este le engaña y mezcla drogas en su bebida para robarle el dinero que le había prestado el anciano y quedarse con el cargamento del tren; haciendo creer a Matko que ha fracasado el plan y que ha perdido una gran cantidad de dinero por su culpa. Dadan ofrece un trato a Matko por el cual este accedería a casar a su hijo Zare con Afrodita, la hermana enana de Dadan con el fin de saldar su falsa deuda. Sin embargo Zare está enamorado de Ida, una muchacha que trabaja en un restaurante regentado por su abuela; por su parte Afrodita también se niega a casarse ya que está esperando su hombre ideal, a quien ha visto muchas veces en sueños. Mientras Matko y Dadan traman sus planes en el restaurante de la abuela de Ida, esta les escucha e informa a Zare de ellos.
Unos días después, todos los preparativos para la boda entre Zare y Afrodita están listos a pesar de la negación de los dos por casarse y de un inesperado hecho que podría haberlo impedido; no obstante la boda empieza. Mientras tanto, el anciano Grga Pitic, y sus dos nietos, uno de ellos un joven gigante que no logra encontrar una esposa, deciden dirigirse al pueblo de Matko en su estrafalaria furgoneta para visitar la tumba inexistente del padre de este.
La película continúa con una sucesión de situaciones cómicas y escenas inverosímiles que cambiarán la vida de los personajes principales.

## Reparto
- Bajram Severdžan como Matko Destanov.
- Srđan Todorović como Dadan Karambolo.
- Branka Katić como Ida.
- Florijan Ajdini como Zare Destanov.
- Ljubica Adžović como Sujka.
- Zabit Memedov como Zarije Destanov.
- Sabri Sulejmani como Grga Pitić.
- Jasar Destani como Grga Veliki.
- Salija Ibraimova como Afrodita.

## Banda sonora
La música juega un papel importante en esta película, ya que está presente en casi todas las escenas. Zarije, especialmente, es un devoto de la música y la banda local toca para él camino del hospital y luego en la feria, cerca del lago.
Listado de canciones
1. "Bubamara Main Version" – 3:57
2. "Duj Sandale" – 2:49
3. "Railway Station" – 2:33
4. "Jek di Tharin II" – 3:55
5. "Daddy, Don't Ever Die on a Friday" – 3:18
6. "Bubamara" – 2:36
7. "Daddy's Gone" – 1:07
8. "Long Vehicle" – 6:01
9. "Pit Bull Mixed by Pink Evolution" – 3:40
10. "El Bubamara Pasa" – 3:20
11. "Ja Volim Te Jos/Meine Stadt" – 3:14
12. "Bubamara Tree Stump" – 0:33
13. "Jekdi Tharin" – 2:42
14. "Lies" – 0:30
15. "Hunting" – 1:01
16. "Dejo Dance" – 1:01
17. "Bulgarian Dance" – 1:25
18. "Bubamara Sunflower" – 3:10
19. "Black Cat White Cat" – 8:52

Otras canciones que aparecen en la película, pero no incluidas en el álbum de la banda sonora:
1. "Where Do You Go" - de No Mercy (escena en la casa de Dadan)
2. "Nowhere Fast" - de Fire Inc. (Ida baila mientras ve el videoclip de esta canción)
3. "Money, Money, Money" (ABBA) - versionada por Dadan
4. "Ne dolazi" - versionada por Matko
5. "Dunaveki vali" - aparece en el reproductor de música
6. "Lubenica" - versionada por Dadan
7. "Jek Ditharin" - de Braca Lavaci
8. "Von cerena todikano svato" - de Ljubica Adzovic
9. "An der schönen blauen Donau" - por la Orquesta Filarmónica de Belgrado

Créditos
- Vojislav Aralica – guitarra, teclado
- Saban Bajramovic – voz
- Rade Kosmajac – teclado
- Zoran Milosevic – cordeón
- Bokan Stankovic – trompeta